# Museu Peabody d'Història Natural
El Museu Peabody d'Història Natural (Peabody Museum of Natural History) de la Universitat Yale, va ser fundat pel filantrop George Peabody el 1866 a petició del seu nebot Othniel Charles Marsh, un dels primers paleontòlegs. La seva sala més coneguda està dedicada als dinosaures (Great Hall of Dinosaurs), la qual inclou un Brontosaurus muntat i un mural de 34 metres, L'Edat dels Rèptils (The Age of Reptiles)'; també té exposicions permanents dedicades a l'evolució dels humans i els mamífers; diorames de la vida silvestre, artefactes dels antics egipcis; i els ocells, minerals i els nadius americans de Connecticut.
El Peabody Museum està situat a 170 Whitney Avenue a New Haven, Connecticut, Estats Units, i compta amb un equip d'unes cent treballadors. L'Environmental Science Center, completat el 2001 i connectat amb el museu i l'adjacent Kline Geology Laboratory, hostatja aproximadament la meitat dels 12 milions d'espècimens del museu.